# Jiří Adam ze Starhembergu
Jan Jiří Adam I. Karel kníže ze Starhembergu (německy Johann Georg Adam I. Karl Fürst von Starhemberg, 10. srpna 1724 Londýn – 19. dubna 1807 Vídeň) byl rakouský diplomat, státník a dvořan ze staré rakouské šlechty, patřil k významným osobnostem za vlády Marie Terezie a Josefa II. Od mládí působil v diplomatických službách, získal význam jako dlouholetý rakouský velvyslanec ve Francii (1753–1765). Ve spolupráci s kancléřem Kounicem uskutečnil zásadní změnu v mezinárodních vztazích evropských mocností a před sedmiletou válkou podepsal spojeneckou smlouvu s Francií stvrzenou později sňatkem Marie Antoinetty s Ludvíkem XVI. V letech 1766–1771 byl státním ministrem ve Vídni, poté dlouhodobě působil v Rakouském Nizozemí, kde byl krátce také místodržitelem (1780–1781). S omezeným vlivem na zahraniční politiku nakonec až do smrti vykonával funkci nejvyššího císařského hofmistra (1783–1807). Byl rytířem Řádu zlatého rouna (1759) a v roce 1765 získal titul knížete.

## Životopis

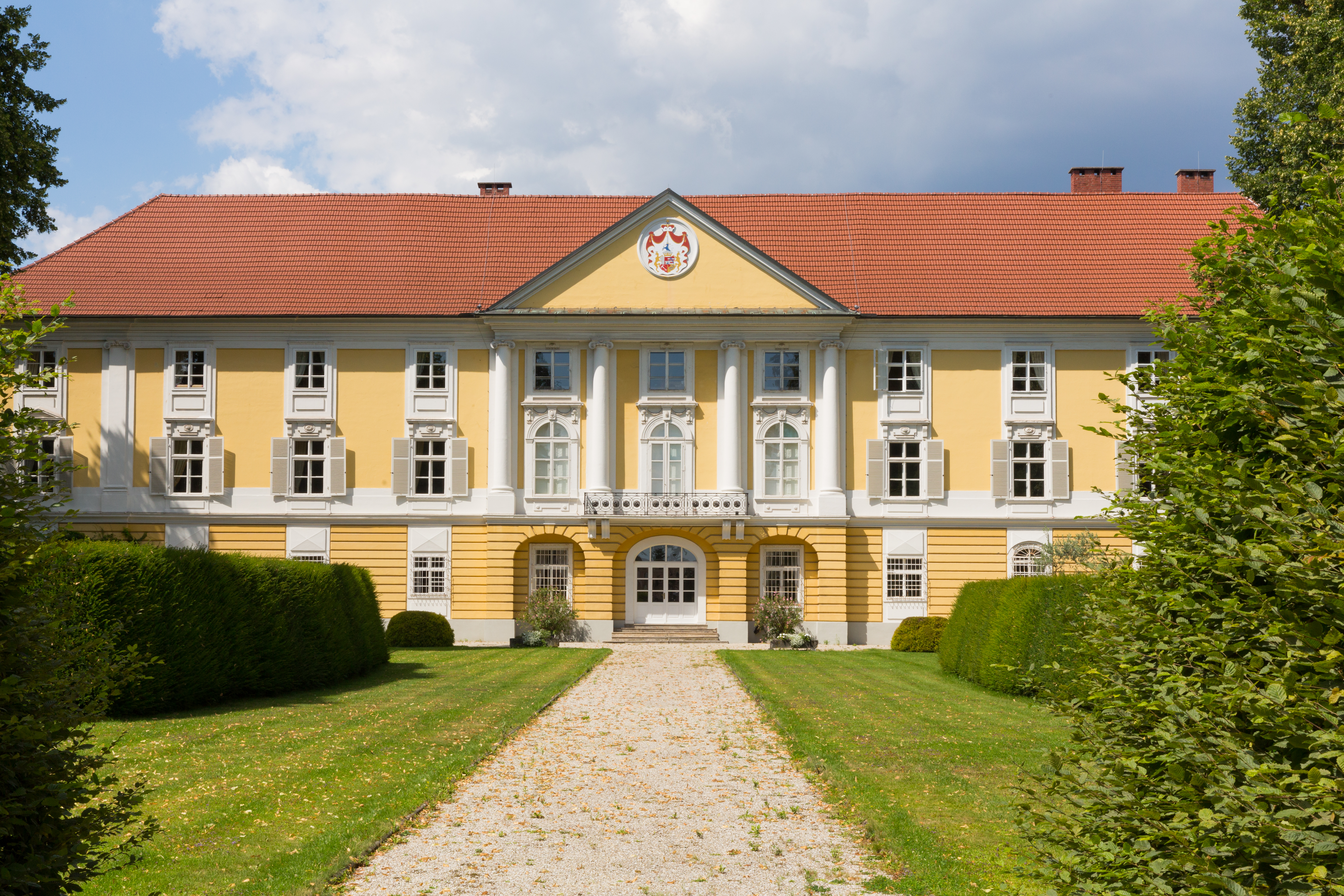
Zámek Starhemberg v Eferdingu (Horní Rakousy) po přestavbě v letech 1785–1788

Pocházel z významného rakouského rodu Starhembergů, narodil se jako dvanáctý ze čtrnácti potomků diplomata Konráda Zikmunda ze Starhembergu (1689–1727), po matce byl potomkem německé knížecí rodiny Löwenstein-Wertheim. Jeho rodištěm byl Londýn, kde byl otec tehdy císařským velvyslancem, kmotrem byl britský král Jiří I. Ve třech letech ztratil otce, výchovu a vzdělání pak měla na starost matka a prastrýc, prezident dvorské komory Gundakar Tomáš ze Starhembergu. Po absolvování kavalírské cesty po Evropě vstoupil do státních služeb, v roce 1748 byl jmenován říšským dvorním radou, zároveň se stal komorníkem arcivévody Josefa. V letech 1750–1751 byl vyslancem v Portugalsku, odkud přešel ve funkci velvyslance do Španělska (1751–1752).
V létě 1752 odjel do Paříže, kde krátce nato nahradil ve funkci velvyslance Václava Antonína z Kounic, ve Francii nakonec strávil dvanáct let. Díky dlouholetému pobytu ve Versailles pronikl do složité sítě vztahů a kontaktů u dvora, ke stykům s Ludvíkem XV. využíval mimo jiné prostřednictví královy milenky markýzy de Pompadour, která si Starhemberga oblíbila. Prosadil se jako schopný diplomat a ve spolupráci s Kounicem (tehdy již státním kancléřem) realizoval diplomatickou revoluci v mezinárodních vztazích. Jednalo se o ukončení staletého nepřátelství mezi Francií a habsburskou monarchií a uzavření spojenecké dohody (Versailleská smlouva, 1756). Ve Francii setrval jako vyslanec i během sedmileté války, závěrečných mírových jednání se ale již nezúčastnil. V závěru diplomatického působení ve Versailles ještě dojednal budoucí sňatek arcivévodkyně Marie Antoinetty s dauphinem Ludvíkem, který měl stvrdit rakousko-francouzské spojenectví.

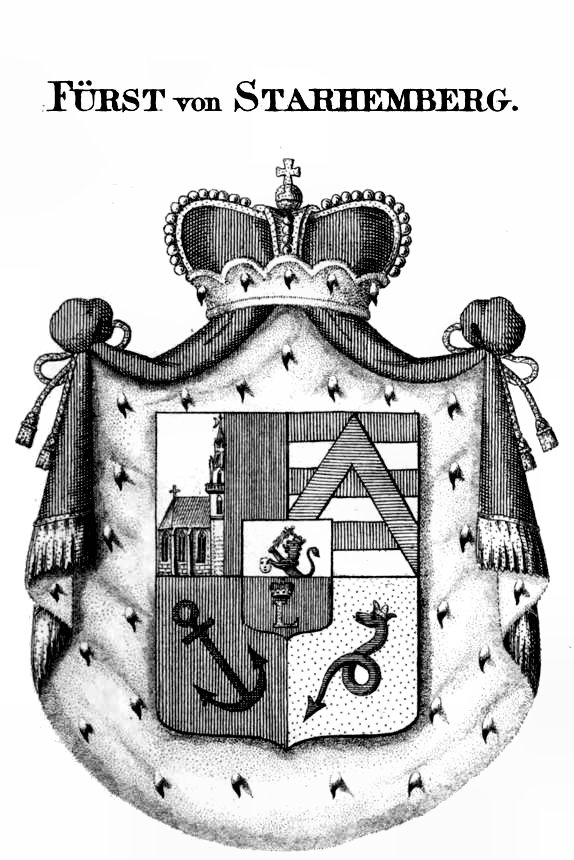
Knížecí erb Starhembergů

V roce 1759 získal Řád zlatého rouna a v roce 1765 byl povýšen do knížecího stavu; nejprve mu byl 13. listopadu 1765 udělen titul knížecí titul pro České království spolu s českým inkolátem, 18. listopadu pak obdržel říšský knížecí stav. Po návratu z Paříže byl jmenován státním a konferenčním ministrem a úzce spolupracoval s kancléřem Kounicem, v častém kontaktu byl i s Marií Terezií. V roce 1767 byl dekorován velkokřížem Řádu sv. Štěpána. V roce 1770 doprovázel arcivévodkyni Marii Antoinettu ke sňatku s Ludvíkem XVI. Jeho cesta měla původně skončit na hranicích ve Štrasburku, ale na osobní pozvání Ludvíka XV. nakonec pokračoval až do Paříže a uzavření sňatku se zúčastnil. Řídícím členem ministerského sboru zůstal do roku 1771. Od roku 1771 působil jako zplnomocněný ministr v Rakouském Nizozemí, kde byl později byl krátce také úřadujícím místodržitelem (1780–1781). V této funkci se dostal do sporu s císařem Josefem II., který usiloval o omezení místodržitelských kompetencí a Starhemberg nakonec rezignoval. Po návratu z Bruselu byl jmenován do funkce císařského nejvyššího hofmistra (1783–1807). I když se jednalo o nejvyšší post ve dvorských strukturách, Josef II. nadále omezoval Starhembergovy politické ambice a ten se tak musel spokojit s ceremoniální úlohou svého úřadu, přestože nadále zůstával členem tajné a státní konference. Ve funkci nejvyššího hofmistra nakonec přežil Josefa II. i jeho nástupce Leopolda II. a zůstal v úřadu až do své smrti v roce 1807.

## Rodinné a majetkové poměry

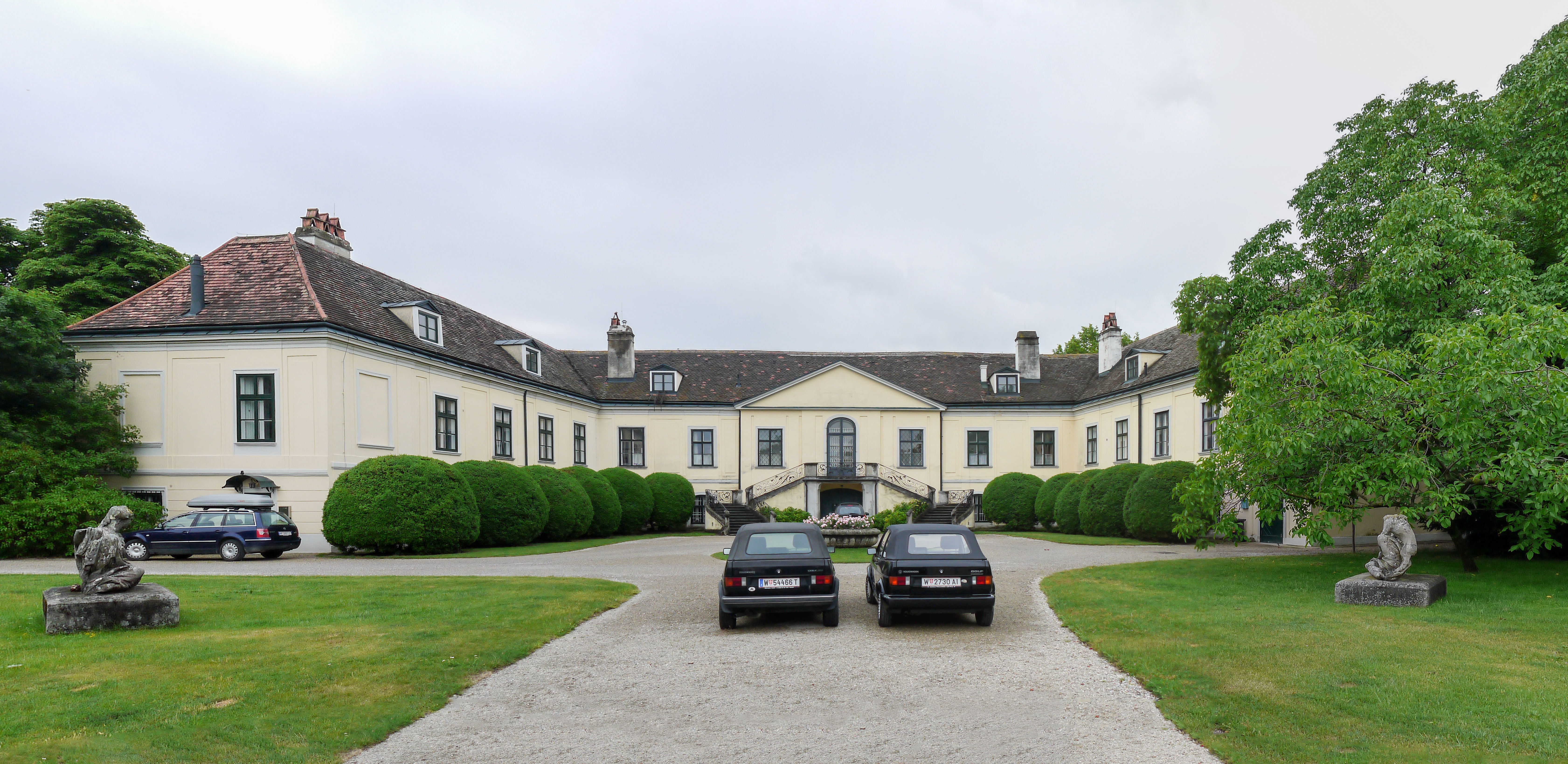
Zámek Alterlaa postavený 1765–1770

Poprvé se oženil ve Vídni v roce 1747 se svou vzdálenou sestřenicí Marií Terezií Starhembergovou (1727–1749), dcerou generála a zemského velitele v Čechách Otakara Františka Starhemberga (1681–1733). Podruhé se oženil v Antverpách v roce 1761 s princeznou Marií Františkou Salm-Salmovou (1731–1806). Z prvního manželství pocházela dcera zemřelá v dětství, v dětském věku zemřel i syn Josef František z druhého manželství. Dědicem knížecího titulu a rodového majetku se stal starší syn Ludvík Josef Maxmilián (1762–1833), který byl též diplomatem a dlouholetým rakouským vyslancem ve Velké Británii (1793–1810).
Švagry Jiřího Adama byli diplomat a dvořan hrabě František Filip ze Šternberka (1708–1786) a polní maršál kníže Karel Pálffy z Erdödu (1697–1774).
Starhembergové vlastnili rozsáhlé statky v Horních a Dolních Rakousích s řadou hradů a zámků. Jiří Adam po návratu z Francie koupil pozemky v Liesingu (dnes součást Vídně) a v letech 1765–1770 zde nechal postavit zámek Alterlaa. Později podnikl radikální přestavbu hlavního rodového sídla v Eferdingu (1785–1788) známého pod názvem zámek Starhemberg. Ve Vídni sídlil v paláci na Minoritenplatz č.p. 5. Krátce po smrti Jiřího Adama byly starhemberské statky zdevastovány francouzskými vojáky na přímý příkaz císaře Napoleona I., což byl důsledek diplomatických aktivit Ludvíka ze Starhembergu v Londýně.